# دليلة هاتوئيل
دليلة هاتوئيل (بالعبرية: דלילה חטואל) (15 نوفمبر 1980 - )؛ هي لاعبة أولمبية إسرائيلية لرياضة مبارزة سيف الشيش. ولدت في عكا، وتنتمي لعائلة رياضية يحترفون مبارزة سيف الشيش. شاركت في الأولمبياد الصيفي لعام 2008 في العاصمة الصينية بكين وقد احتلت المرتبة 11. وكانت قد وصلت في أبريل 2008، للمرتبة التاسعة عالميًا وهي أعلى رتبة عالمية لها.

## روابط خارجية
- دليلة هاتوئيل على موقع الاتحاد الدولي للمبارزة (الإنجليزية)
- دليلة هاتوئيل على موقع الاتحاد الأوروبي للمبارزة (الإنجليزية)
- دليلة هاتوئيل على موقع اللجنة الأولمبية الدولية (الإنجليزية)
- دليلة هاتوئيل على موقع أوليمبيديا (الإنجليزية)